# Бад-Хомбург-фор-дер-Хёэ

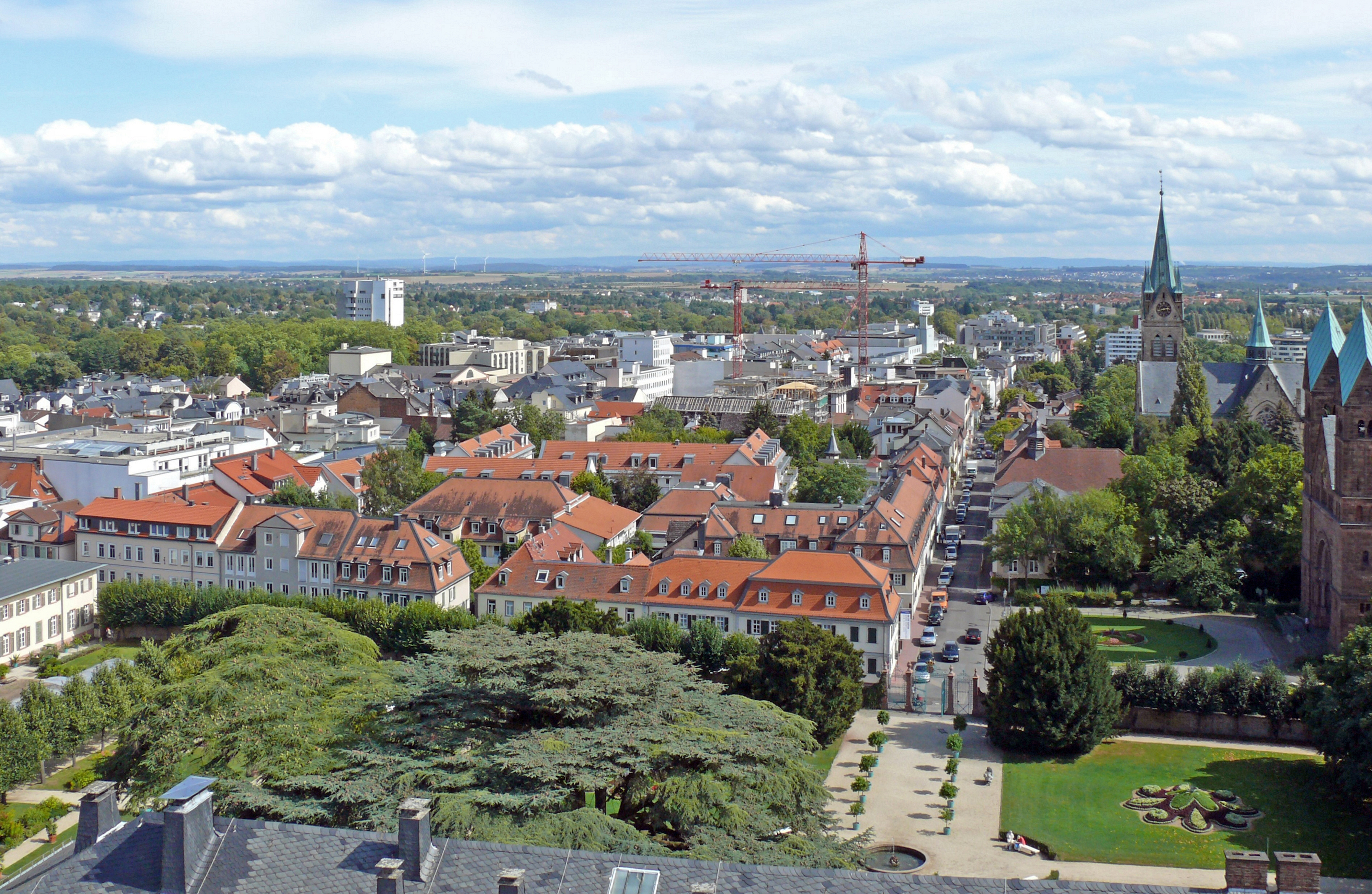
Общий вид

Бад-Хомбург-фор-дер-Хёэ, Бад-Хо́мбург, устар. Бад-Гомбург или Гомбург (нем. Bad Homburg vor der Höhe) — город в Германии, районный центр, курорт, расположен в земле Гессен. Обладает особым статусом. Подчинён административному округу Дармштадт. Входит в состав района Верхний Таунус. Население составляет 52 229 человек (на 31 декабря 2010 года). Занимает площадь 51,14 км². Официальный код — 06 4 34 001.
Город подразделяется на 6 городских районов и примыкает непосредственно к Франкфурту. Здесь проживает немало высокооплачиваемых специалистов, работающих во Франкфурте. Считается частью Рейн-Майнской агломерации. Связан с Франкфуртом линией метро.
До середины XIX века Хомбург (Гомбург) служил резиденцией правителей ландграфства Гессен-Гомбургского. Статус курорта с приставкой «Бад-» получил в 1912 году. Хомбург дал название популярному некогда фасону мужской шляпы.

## История
Город получил своё имя Хомбург от крепости Хёэнберг.
Первое упоминание о городе относится к 1180 году. Археологические исследования подтверждают наличие в то время поселения. Дата 782 и теория о том, что вилла Дитенхайм принадлежала в то время к городу, считается историками ошибочной. При этом известно точное время основания одного из современных районов города Кирдорфа — это август 892 года.
Хомбург приобрёл статус города и ярмарки в 1330 году, при этом находился во владении аристократической семьи Эппштайнов.
В 1486 году Готфрид фон Эппштайн продал Хомбург графу Филиппу I Ганау-Мюнценбергскому за 19 тыс. гульденов. В 1504—1521 годах семья Ганау потеряла Гомбург, который отошёл к Гессенскому дому. После смерти Филиппа крепость, управление и город перешли к Гессен-Дармштадту, а в 1522 году — к боковой линии Гессен-Гомбургских. С XVI по XIX века город оставался столицей Гессен-Гомбурга — небольшого княжества в составе Священной Римской империи.
В середине XIX века город становится международным курортом, в нём организуется казино. Город активно посещают русские помещики и чиновники, художники и литераторы.
По итогам прусско-австрийской войны в 1866 (номинально, с 1876 года де-юре и де-факто) к Пруссии. В 1873 году в городе скончалась вдова прусского короля Фридриха Вильгельма III Августа фон Гаррах. С 1888 года Бад-Хомбург становится летней резиденцией императора Вильгельма II.
В 1923 году в Бад-Хомбурге начато производство мотоциклов «Horex». В результате первой и второй мировых войн город-курорт утратил значение, но после войны стал использоваться как место пребывания администрации. В городе было размещено Управление федеральными кредитами (нем. Deutsche Finanzagentur).
30 ноября 1989 года председатель правления Deutsche Bank Альфред Херрхаузен был убит в Бад-Хомбурге в результате террористического акта. По отдельным версиям теракт приписывают организации Фракция Красной Армии (нем. Rote Armee Fraktion (RAF)).

### Русские в Бад-Хомбурге
Бад-Хомбург в конце XIX — начале XX веков стал излюбленным курортом российской аристократии, в XIX веке по инициативе и на средства Александра Ивановича Проворова в городе была построена церковь Всех Святых, на церемонии открытия присутствовал царь Николай II. По Курпарку к ней ведёт аллея, названная в честь русского основателя церкви Провороффвек.
В июне-июле 1845 году, находясь в Бад-Хомбурге, Николай Васильевич Гоголь вторично сжег рукопись второго тома поэмы «Мертвые души».
В Бад-Хомбурге трижды бывал Достоевский и играл в казино, он многократно проигрывал в рулетку большие суммы денег, попадая в безвыходные ситуации. Впечатления от Бад-Хомбурга использовались при написании романа «Игрок». Его именем названа аллея в Курпарке. В городе у Курхауса 12 июля 2014 года ему был открыт памятник. Описание на памятнике появилось только в апреле следующего года. Знаменитостью города стала графиня Киселёва, которая в молодости вдохновляла Пушкина при создании поэмы «Бахчисарайский фонтан». В её честь в городе была названа улица Киселёффштрассе.
Самым знаменитым русским поэтом, жившим в Бад-Хомбурге, был князь Петр Андреевич Вяземский. Впервые он поселился в городе в 1874 году (сейчас адрес — Киселёффштрассе, 31) и в целом провёл там три летних сезона, считаясь одним из столпов местного общества. В Бад-Хомбурге были написаны многие стихотворения, в том числе «Осень 1874 года (Гомбург. Октябрь»), и цикл «Хандра с проблесками», начата работа над 12-томным Полным собранием сочинений.

## Достопримечательности
- Замок
- Курпарк с источниками
- Казино в курортном парке
- Русская православная церковь (ныне действующая)
- Таиландская кумирня
- Ливанские кедры около Замка
- Белая башня[5]

## Почётные граждане
- Александр Иванович Проворов — государственный деятель Российской империи.

## Герб
Город получил свой герб в 1903 году, однако по сохранившимся городским печатям, его происхождение удается проследить до 15 века. Возможно, герб представляет собой Андреевский крест, а не два перекрещённых тесла, как он изображается в настоящее время. Объяснение присутствия тесла в гербе неизвестно. Цвета герба — серебряные тесла на голубом поле — датируются как минимум с 1621 года. 

## Города-побратимы Бад-Хомбург-фор-дер-Хёэ
- Кур, Швейцария
- Дубровник, Хорватия
- Эксетер, Великобритания
- Марианске-Лазне, Чехия
- Майрхофен, Австрия
- Петергоф, Россия
- Террачина, Италия
- Мондорф-ле-Бен, Люксембург
- Кабур, Франция

### Планируемые города-побратимы
- Грайц, Германия
- Ниш, Сербия